# Vĩnh Quang, Vĩnh Lộc
Vĩnh Quang là một xã thuộc huyện Vĩnh Lộc, tỉnh Thanh Hóa, Việt Nam.
Xã Vĩnh Quang có diện tích 7.01 km², dân số năm 1999 là 4582 người, mật độ dân số đạt 654 người/km².